# The Kinks
The Kinks byla anglická rocková kapela, kterou v Londýně v roce 1963 založili bratři Ray a Dave Davies a Pete Quaife. Jsou považováni za jednu z nejvlivnějších rockových kapel 60. let. Kapela se prosadila v době vrcholu britského rhythm and blues a merseybeatu a krátce byla součástí Britské invaze ve Spojených státech, dokud jim v roce 1965 nebylo zakázáno koncertovat. Jejich třetí singl, „You Really Got Me“ napsaný Rayem Daviesem, se stal mezinárodním hitem, když se dostal na první místo v žebříčku ve Spojeném království a do Top 10 ve Spojených státech.
Hudba The Kinks čerpala z široké škály vlivů — původně z amerického R&B a rock and rollu, později pak z britského music hall, folku a country. Kapela si získala pověst díky odrazu anglické kultury a životního stylu, a to především díky pozorovatelské a satirické lyrice Raye Daviese, což je patrné na albech jako Face to Face (1966), Something Else (1967), The Village Green Preservation Society (1968), Arthur (1969), Lola Versus Powerman (1970) a Muswell Hillbillies (1971), spolu s jejich singly včetně transatlantického hitu "Lola" (1970). Po slabším období v polovině 70. let zažila kapela obnovený úspěch s alby Sleepwalker (1977), Misfits (1978), Low Budget (1979), Give the People What They Want (1981) a State of Confusion (1983), z něhož pochází jeden z jejich nejúspěšnějších amerických hitů, "Come Dancing".
Původní sestavu kapely tvořili Ray (hlavní zpěv, doprovodná kytara), Dave (sólová kytara, zpěv), Quaife (baskytara) a Mick Avory (bicí, perkuse). Bratři Daviesovi zůstali v kapele po celou dobu její existence. Quaife kapelu krátce opustil v roce 1966 a nahradil ho John Dalton, ale ještě téhož roku se Quaife vrátil, než v roce 1969 odešel definitivně — opět ho vystřídal Dalton. Klávesista John Gosling se připojil v roce 1970 (předtím hrál na mnoha nahrávkách studiový klávesista Nicky Hopkins). Po Daltonově odchodu v roce 1976 krátce působil jako baskytarista Andy Pyle, než ho v roce 1978 nahradil baskytarista skupiny Argent Jim Rodford. Gosling odešel v roce 1978 a nejprve ho nahradil bývalý člen Pretty Things Gordon John Edwards, než ho v roce 1979 trvale vystřídal Ian Gibbons. Avory opustil skupinu v roce 1984 a nahradil ho další člen Argent, Bob Henrit. Kapela odehrála své poslední veřejné vystoupení v roce 1996 a v roce 1997 se rozpadla kvůli tvůrčím neshodám mezi bratry Daviesovými.
The Kinks měli pět singlů v Top 10 amerického žebříčku Billboard Hot 100. Devět jejich alb se umístilo v Top 40 žebříčku Billboard 200. Ve Spojeném království měli sedmnáct singlů v Top 20 a pět alb v Top 10. Čtyři alba The Kinks získala od Recording Industry Association of America (RIAA) zlato a skupina po celém světě prodala více než 50 milionů desek. Mezi četnými oceněními obdrželi Ivor Novello Award za „Výjimečné zásluhy o britskou hudbu“. V roce 1990 byli původní čtyři členové The Kinks uvedeni do Rock and Rollové síně slávy, stejně jako v roce 2005 do britské UK Music Hall of Fame. Písně The Kinks převzaly skupiny jako Van Halen, the Jam, the Knack, the Pretenders a the Romantics, což pomohlo zvýšit prodej desek The Kinks. V 90. letech označovaly skupinu jako svůj hlavní vliv britpopové skupiny Blur a Oasis.

## Historie

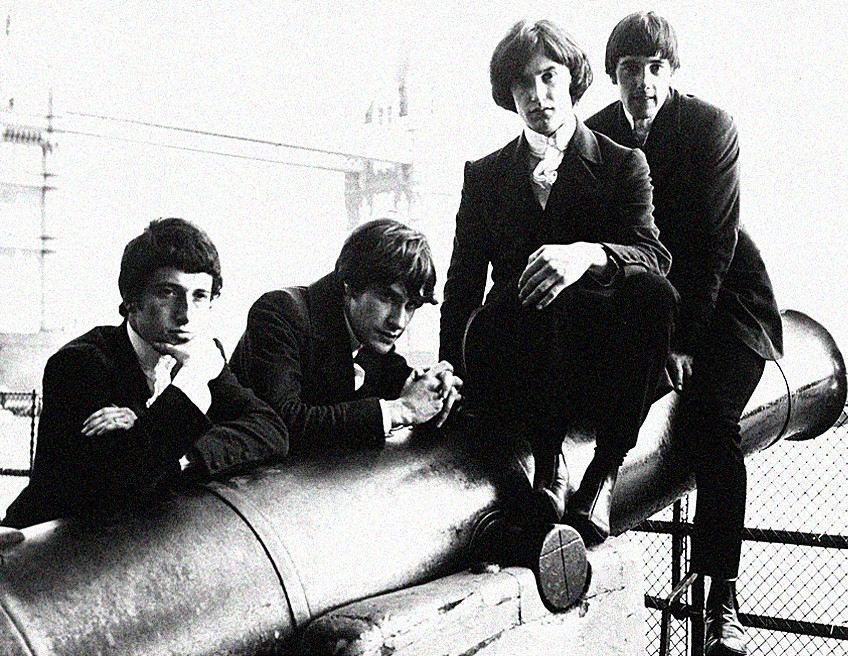
The Kinks ve svých červených sakách, u Tower Bridge v Londýně, srpen 1964

Skupina vznikla v roce 1963 jako The Ravens. Pod tímto názvem nahráli jeden jediný nevydaný singl „I'm A Hog For You Baby“/„I Belived You“.
Již jako The Kinks vydali debutový singl „Long Tall Sally“ (původně hit Little Richarda), který byl pravým opakem úspěšné coververze od The Beatles. Píseň byla zpomalena a sám Ray Davies po letech přiznal, že jeho hlasu vůbec neseděla. Singl propadl. Jako pověstná první vlaštovka se na b-straně objevila autorská píseň Raye Daviese „I Took My Baby Home“. Druhého a již plně autorského singlu „You Do Something To Me“/„You Still Want Me“ se prodalo 127 kusů. Úspěch přišel až s třetím singlem. Syrová a energická nahrávka „You Really Got Me“ se vyšplhala v hitparádě na první příčku britské hitparády. Na úspěchu skladby se kromě energického a dnes již klasického riffu podepsal také zvuk kytary Dave Daviese, který propíchl pletací jehlicí reproduktor svého zeleného zesilovače a ten pak připojil na velký VOX. Kytara tak zněla nakřáple a syrově a dodala skladbě správný „drive“.
Producent Shel Talmy tehdy viděl v The Kinks zlatý důl a během následujících osmnácti měsíců dokázal z The Kinks dostat sérii hitů, jejichž autorem je Ray Davies. Od bezprostředních a úderných písniček Ray Davies přešel k textově propracovaným skladbám, v nichž dokázal převést typicky anglickou tematiku i humor do širší a srozumitelnější formy. Druhým hitem číslo jedna se rok po „You Really Got Me“ stala skladba „Tired of Waiting for You“. Písničky „Dedicated Follower of Fasion“ (ironický komentář na módní fanatiky), výjimečná „Waterloo Sunset“ (titul písně odkazuje k londýnským reáliím - k názvu stanice londýnského metra; Ray Daviese hlavní motiv napadl, když ležel v nemocnici svatého Tomáše a díval se z nemocničního okna ven a byl fascinován množstvím světel projíždějících automobilů, ačkoliv sám je odpůrcem automobilové dopravy a auta doslova nesnáší) či „Autumn Almanac“ mu vysloužily nejvyšší respekt, srovnatelný s dvojicí Lennon-McCartney. Posledním hitem číslo jedna byla pro skupinu skladba „Sunny Afternoon“.
Ještě v šedesátých letech napsal Ray Davies hudbu k filmu The Virgin Soldiers, jeho bratr Dave natočil v roce 1967 (s doprovodem The Kinks) hit „Death of a Clown“, který ve Spojených státech vyšel pod hlavičkou The Kinks. Jako doprovodná zpěvačka se na nahrávce objevuje první manželka Ray Daviese Rasa (ta pak zpívá vokály i na celém albu Something Else by the Kinks). Spolu s „Waterloo Sunset“ a hořkou skladbou „David Watts“ ji zachycuje album Something Else by the Kinks, kterým skončila spolupráce skupiny s Shelem Talmym. Ta byla ale „rozviklána“ již několik let před tím. Říká se, že když Talmy opustil studio, Ray Davies si písně předělal po svém.
Další nahrávky už produkoval výhradně Ray Davies. Podobně jako v případě The Beatles měla následující alba The Kinks charakter tematických celků, zvláště The Kinks Are the Village Green Preservation Society a Arthur (Or the Decline and Fall of the British Empire); druhá z nich byla vlastně jednou z prvních rockových oper, kterou Ray Davies napsal pro televizi Granada. Obě desky obsahují řadu autobiografických prvků. Novým baskytaristou se tehdy stal John Dalton. V roce 1970 se skupina vrátila do singlových hitparád ve Spojených státech i ve Spojeném království kontroverzní, ale velmi zdařilou písničkou „Lola“ o transvestitismu. Album Lola versus Powerman and the Moneygoround, Part One ostře komentovalo agresivní manipulaci v showbyznysu.
V téže době Ray Davies natočil soundtrack k filmu Percy a hrál hlavní roli v televizní inscenaci The Long Distance Piano Player. Protože v té době vypršel kontrakt se společností Pye i s manažmentem, přešla skupina k RCA. První album pro novou značku Muswell Hillbillies natočili The Kinks s klávesistou Johnem Goslingem a dechovou sekcí skupiny Mike Cotton Sound, ze všech hráčů se pak stali stálí členové. Album Muswell Hillbillies se stalo společně se Something Else by the Kinks dvěma kritiky nejlépe hodnocenými alby v historii skupiny.

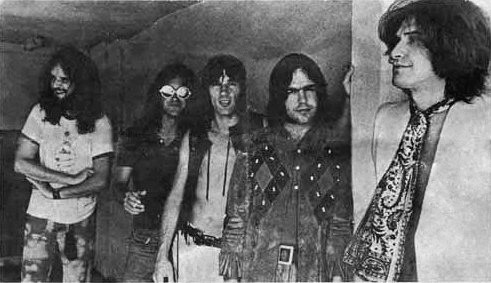
The Kinks okolo roku 1971. Zleva: John Gosling, Dave Davies, Mick Avory, John Dalton, Ray Davies (sestava z let 1970 až 1976).

Ve Spojených státech ovšem popularita skupiny stoupala. V roce 1970 se totiž mohli opět vrátit do Spojených států, kam měli od roku 1965 kvůli rvačce v televizi zakázán vstup. Další tvorba měla silný divadelní podtext, čerpala z tradice kabaretu a velmi často šlo o velkolepé projekty. Albem Sleepwalker v roce 1977 přešli k nahrávací společnosti Arista, po konceptuálních albech Preservation Act 1 (1973), Preservation Act 2 (1974) a Soap Opera (1975) se vrátili zpět k „písničkové“ tvorbě.
V roce 1974 založili The Kinks vlastní značku Konk Records, pro kterou Ray Davies produkoval album Stage Door Johnnies pro zpěvačku Claire Hamill a debut skupiny Café Society. V roce 1977 přesunuli Konk pod Aristu. Novým baskytaristou se načas stal Andy Pyle (ex. Savoy Brown), dechová sekce odešla. V roce 1979 vyšla ve Spojených státech velmi úspěšná deska Low Budget, která byla prvou deskou, kterou The Kinks natočili v amerických studiích. Ke skupině se na albu přidal basista Jim Rodford, který před tím hrál ve skupině Argent svého bratrance Roda Argenta. Dále následovalo úspěšné živé dvojalbum One for the Road, které bylo natočeno během turné The Kinks po Spojených státech, živá verze skladby „Lola“ pronikla do amerického žebříčku Hot 100.
S albem Give the People What They Want se Kinks vrátili k přímočařejšímu rocku a syrovějšímu zvuku. Ray Davies znovu potvrdil svůj potenciál coby „hitmaker“ v roce 1983 skladbou „Come Dancing“ z alba State of Confusion. Následovalo album Word of Mouth, na němž se objevilo několik skladeb, které zazněly v úspěšném a kritiky ceněném televizním filmu Return to Waterloo, ke kterému napsal scénář a režíroval jej Ray Davies. V roce 1986 následovalo album Think Visual a v roce 1989 album UK Jive. Kapela dále pokračovala v koncertech s novým bubeníkem Bobem Henritem, který již při nahrávání desky Think Visual nahradil původního bubeníka Micka Avoryho, který se skupinou hrál od jejích počátků, a klávesistou Markem Haleym.
Repertoár The Kinks inspiroval mnohé ke vzniku řady coververzí. K těm známějším patří „Stop Your Sobbing“ a „I Go To Sleep“ od The Pretenders, další natočili Fall, Kirsty MacColl, The Jam, David Bowie nebo Van Halen. V roce 1976 pronikli The Stranglers do žebříčků s pečlivě okopírovanou verzí „All The Day And All Of The Night“. Kapela byla uvedena do Rock and Roll Hall of Fame a patří k nejrespektovanějším britským kapelám, na čemž mají zásluhu skladby Raye Daviese, i jejich zcela specifický „britský“ postoj.
V roce 1991 přešli The Kinks k vydavatelství Columbia, kde vydali album Phobia. Posledním albem, které skupina vydala, bylo dvojalbum To the Bone. Album je složeno z živých elektrických i akustického vystoupení Kinks a ze studiových remaků jejich starších více i méně známých skladeb. Jako bonus se jako poslední dvě písně druhého cd objevil zbrusu nový singl „Animal“ a „To the Bone“.
Od roku 1996 Kinks jako skupina neexistovali. Svůj poslední koncert odehráli v norském Oslu. Ray i Dave Daviesové vystupují od roku 1996 sólově. Roku 2018 byla kapela obnovena se záměrem natočit nové album.

## Členové skupiny
- Ray Davies – zpěv, kytara (1964–1996, od 2018)
- Dave Davies – zpěv, kytara (1964–1996, od 2018)
- Mick Avory – bicí (1964–1984, od 2018)

### Bývalí členové
- Pete Quaife – baskytara (1964–1966, 1966-1969)
- John Dalton – baskytara (1966, 1969–1976, 1978)
- Andy Pyle – baskytara (1976–1978)
- John Gosling – klávesy (1970–1978)
- Gordon Edwards – klávesy (1978)
- Mark Haley – klávesy (1989–1993)
- Jim Rodford – baskytara (1978–1996)
- Bob Henrit – bicí (1984–1996)
- Ian Gibbons – klávesy (1979–1989, 1993–1996)

## Diskografie

### Studiové desky
1. The Kinks (Ve Spojených státech pod názvem You Really Got Me) – 1964
2. Kinda Kinks– 1965
3. The Kink Kontroversy– 1965
4. Face to Face – 1966
5. Something Else by the Kinks – 1967
6. The Kinks Are the Village Green Preservation Society – 1968
7. Arthur (Or the Decline and Fall of the British Empire) – 1969
8. Lola versus Powerman and the Moneygoround, Part One – 1970
9. Percy (soundtrack)  – 1971
10. Muswell Hillbillies – 1971
11. Everybody's in Show-Biz – 1972
  - The Great Lost Kinks Album – 1973
12. Preservation Act 1 – 1973
13. Preservation Act 2 – 1974
14. Soap Opera – 1975
15. Schoolboys in Disgrace – 1976
16. Sleepwalker – 1977
17. Misfits – 1978
18. Low Budget – 1979
19. Give the People What They Want – 1981
20. State of Confusion – 1983
21. Word of Mouth – 1984
22. Think Visual – 1986
23. UK Jive – 1989
24. Phobia – 1993
25. To The Bone - 1996

### Koncertní nahrávky
- 1968 – Live at Kelvin Hall
- 1980 – One for the Road
- 1986 – Come Dancing with the Kinks
- 1987 – Live: The Road

### Kompilace
- 1966 Greatest Hits!
- 1966 Well Respected Kinks
- 1967 Sunny Afternoon
- 1970 The Kinks ["The Black Album"]
- 1971 Hit Collection
- 1971 Kinks Greatest Hits
- 1971 Golden Hour of The Kinks
- 1972 The Kink Kronikles
- 1973 Lola
- 1973 The Great Lost Kinks Album
- 1973 Golden Hour of The Kinks Vol. 2
- 1974 Lola, Percy and the Apeman Come Face to Face With the Village Green Preservation Society… Something Else
- 1975 The Pye History of British Pop Music: The Kinks
- 1976 The Kinks' Greatest: Celluloid Heroes
- 1977 The File Series: The Kinks
- 1978 20 Golden Greats
- 1980 Spotlight on The Kinks
- 1980 You Really Got Me
- 1980 Second Time Around
- 1981 Hit Station
- 1983 The Kinks Collection
- 1983 Candy From Mr Dandy
- 1983 Dead End Street: Kinks Greatest Hits
- 1984 20th Anniversary Box Set
- 1984 Kinks Kollectables
- 1984 The Kinks: A Compleat Collection
- 1984 The Kinks: A Compleat Collection - 20th Aniversary Edition
- 1985 Backtrackin': The Definitive Double-Album Collection
- 1986 Come Dancing With The Kinks: The Best of 1977-1986
- 1987 The Kinks Are Well Respected Men
- 1987 The Kinks Hit Singles
- 1988 Kinks-Size / Kinkdom
- 1989 25 Years - The Ultimate Collection
- 1989 Best of The Kinks 1964-65
- 1989 From 64 to 70
- 1989 PRT Collector
- 1989 The Kinks Greatest Hits
- 1989 The Ultimate Collection
- 1990 Fab Forty
- 1990 The EP Collection
- 1991 The Complete Collection
- 1991 You Really Got Me
- 1991 Lost & Found (1986-89)
- 1992 The Kinks
- 1992 The Kinks Story Vol. 1: 1964-1966
- 1992 The Kinks Story Volume 2: 1967-1971
- 1992 The Kinks - The Collection
- 1992 The EP Collection Vol. Two
- 1993 Gold (Greatest Hits)
- 1993 The Definitive Collection: The Kinks Greatest Hits
- 1994 Preservation - A Play in Two Acts
- 1994 The Best of: 20 Classic Tracks
- 1994 You Really Got Me: The Very Best of The Kinks
- 1995 The Story of the Kinks
- 1995 Tired of Waiting for You
- 1996 The Kinks
- 1997 Greatest Hits Vol. 1 & Vol. 2 Pop Legends
- 1997 The Very Best of: 25 Original Recordings
- 1997 The Singles Collection
- 1998 God Save The Kinks, Vol. 1
- 1998 God Save The Kinks, Vol. 2
- 1998 God Save The Kinks, Vol. 3
- 1998 Limited Edition Compilation: Music From the First Four Velvel Reissues
- 1998 It's The Kinks
- 1998 Limited Edition Compilation 2
- 1998 The EP Collection
- 1999 Greatest Hits
- 1999 Limited Edition Compilation 3
- 2000 You Really Got Me: The Best of The Kinks
- 2000 The EP Collection Vol. 2 (box set)
- 2001 The Marble Arch Years
- 2002 The Ultimate Collection
- 2005 The Pye Album Collection (10 CD box set)